# Títere con cabeza
Títere con cabeza es el primer álbum de la banda Leo:037, liderada por Leo Jiménez, después de su paso por Saratoga. Grabado mientras era miembro de Stravaganzza, salió a la venta el 6 de abril de 2009. Fue presentado el 25 de marzo de 2009, en un concierto en acústico en Excalibur, en Madrid.
Para la realización de este álbum, Leo contó con Ix Valieri (guitarra solista), Carlos Expósito (batería) y Marcos Miranda (bajo). Junto a ellos, en el álbum colaboran Jorge Salán ("Volar"), Alberto Marín ("Condenado"), Jero Ramiro ("El tiempo curará"), Pepe Herrero ("Llévame") y Óscar "Tanke" Ruiz ("El tiempo curará").
El álbum fue grabado en La Casa de la Música Estudio de Fuenlabrada, la localidad natal de Leo. Los ingenieros de sonido fueron Dani "Intruder" y Anti Horrillo, quien también se ocupó del mezclado y fue coproductor junto a Ix Valieri, aunque el productor principal fue el propio Leo. La masterización fue llevada a cabo por Pepe Herrero en Mágica Music Estudios. El diseño gráfico del álbum es de Eva María de la Fuente, acompañado por las fotografías de José Castro en la portada y de Rebeca Saray en el resto del libreto.

## Lista de canciones
Las canciones de Títere con cabeza son las siguientes:
1. "Caminos de agua" (4:11)
2. "Desde el ataúd" (4:15)
3. "Condenado" (4:53)
4. "Bella Julietta" (5:32)
5. "Bebe de él" (3:58)
6. "La danza de Hyde" (4:21)
7. "Volar" (5:52)
8. "Buitres" (4:24)
9. "El tiempo curará" (5:54)
10. "Tras las puertas del mal" (3:31)

- Bonus track:

1. "Llévame" (5:43)
2. "Huye" (3:44)

Créditos
- Música y letra de los temas 1, 3, 5, 7 y 11 y 12 (bonus): Leo Jiménez.
- Música y letra de los temas 2, 4, 6 y 10: Ix Valieri.
- Música del tema 8: Ix Valieri. Letra del tema 8: Leo Jiménez.
- Música y letra del tema 9: Óscar "Tanke" Ruiz.[1]